# Patrick Harper
Patrick Harper (* 28. Januar 2000 in Rockhampton, Queensland) ist ein australischer Tennisspieler, der vor allem im Doppel antritt.

## Persönliches
Patrick Harpers Bruder Mitch spielte ebenfalls Tennis.

## Karriere
Patrick Harper spielte nur wenige Matches auf der ITF Junior Tour, auf der er Platz 1313 der Junior-Rangliste erreichte.
Er studierte von 2019 bis 2023 an der University of Tennessee. 2022 schloss er einen Bachelor in Sportwissenschaften ab, danach absolvierte er noch einen einjährigen Master. Im College Tennis wurde er dreimal (2021–2023) als All-American im Doppel ausgezeichnet.
Bei den Profis spielte das erste Mal 2018 ein Turnier, aber erst seit 2022 ist er dort regelmäßiger aktiv. Er tritt dabei fast ausschließlich im Doppel an. 2022 schloss er in der Weltrangliste noch außerhalb der Top 1000 ab, aber schon 2023 gewann er auf der drittklassigen ITF Future Tour die ersten drei Titel, womit er sich zum Saisonende Rang 526 sicherte. Ab April 2024 lag der Fokus das erste Mal voll auf dem Profitennis, was sich schnell auszahlte. Mit seinem kanadischen Doppelpartner David Stevenson gelang Harper in drei aufeinanderfolgenden Wochen – in San Miguel, Concepción und Porto Alegre – der Finaleinzug bei einem Turnier der ATP Challenger Tour. Im Turnierverlauf gaben sie keinen Satz ab, verloren aber jeweils das Endspiel. Vier weitere Male schied er bis zum Saisonende im Halbfinale aus. In Knoxville gewann er mit Johannus Monday schließlich den ersten Titel auf der Challenger-Ebene. Mit Rang 187 beendete er das Jahr auf seinem Karrierehoch.

## Erfolge
| Legende (Anzahl der Siege) |
| Grand Slam                 |
| ATP Finals                 |
| ATP Tour Masters 1000      |
| ATP Tour 500               |
| ATP Tour 250               |
| ATP Challenger Tour (2)    |

### Doppel

#### Turniersiege
| Nr. | Datum             | Turnier   | Belag         | Partner         | Finalgegner                    | Ergebnis           |
| --- | ----------------- | --------- | ------------- | --------------- | ------------------------------ | ------------------ |
| 1.  | 10. November 2024 | Knoxville | Hartplatz (i) | Johannus Monday | Micah Braswell Eliot Spizzirri | 6:2, 6:2           |
| 2.  | 8. Februar 2025   | Brisbane  | Hartplatz     | Joshua Charlton | Matt Hulme James Watt          | 4:6, 7:65, [12:10] |